# 앨프리드 노스 화이트헤드
앨프리드 노스 화이트헤드(영어: Alfred North Whitehead, OM, FRS, 1861년 2월 15일~1947년 12월 30일)는 영국의 철학자·수학자이다. 20세기를 대표하는 철학자의 한 사람으로서 수리 논리학(기호논리학)의 대성자 중 한 사람이다. 존 캅과 같은 과정신학 학자들에 큰 영향을 주었다.

## 생애
사적(史蹟)이 많은 영국 남부의 켄트주 램스게이트에서 태어났으며, 아버지는 영국 성공회의 신부로 사립학교 교장이었다. 이러한 환경은 역사·종교·교육에 대한 그의 관심을 함양시켜 주었다. 1880년 케임브리지 대학교에 입학하여 수학을 전공하였으며, 이어 장학금 연구원으로 선발되었고, 강사가 되었다.
1910년에 런던 대학교의 응용수학 교수가 되기까지 버트런드 러셀과 10년간에 걸쳐 협력하여 수학의 논리적 기초를 논한 고전 《수학 원리》 3권을 완성하였는데, 이미 1898년의 《보편대수학론》(이 논문으로 왕립 학회 회원으로 선출되었다) 등에 이러한 논리-수학적 관심이 나타나 있었다. 또한 런던 대학교 시절에 상대성이론에 강한 관심을 보였고, 그의 철학자로서의 업적은 《자연이라는 개념》 등 과학철학에 관한 여러 저작에 의해 확립되었다.
1924년 63세로 하버드 대학교의 철학 교수로 초빙되어 미국으로 건너갔고, 매사추세츠주의 케임브리지에 살며 《과학과 근대 세계》, 《상징작용》, 《과정과 실재》, 《관념의 모험》, 《사상의 제 양태》가 계속 간행되어 우주론 내지 형이상학 체계를 세우기 시작되었다. 이와 같이 과학의 기초에 각별한 관심을 가진 수학자 화이트헤드는 실재론적 기초 위에서 넓은 시야의 문명론을 전개하면서 '유기체 철학'이라고 불리는 새로운 철학 사상을 구축했다.
그는 자신의 배우자와 함께 담화의 명수였으며, 그의 집은 계속 찾아드는 학생이나 동료를 위해 개방되어 있었다. 또 전 생애에 걸쳐 사회와 정치에 대해 강한 관심을 가졌다. 1945년에 문화훈장인 '오더 오브 메릿'(Order of Merit)을 수여받았다. 주요 저서로는 《수학 원리》(버트런드 러셀과 공저, 3권 1910-1913), 《과정과 실재》(1929), 《관념의 모험》(Adventures of Ideas, 1933)이 있다.

## 유기체 철학
화이트헤드는 그의 철학을 ‘유기체 철학’이라 부른다. 이것은 진화론의 영향으로 그의 근본 원리이다. 모든 존재들은 서로 연결되어 영향을 주고 영향을 받는다는 것이다. 그러면서 창조적 과정에서도 서로가 협력적 유기적 의존 관계속에서 완전을 향하여 가는 과정적 상태에 있다는 것이다. 따라서 순수하게 개별적으로 존재하는 것은 있을 수 없으며 모든 것은 서로 영향을 주고 영향을 받는다는 말이다. 현실의 존재와 심지어 추상적인 것들까지도 관계를 맺고 있다고 한다.
화이트헤드는 유기체 철학의 어원을 존 로크의 <인간 오성에 관하여>로 말하며, 여기서 오성 대신 경험으로 대체한 유기체 철학으로 확장하여 해석한다.  

## 저서
- 《An introduction to mathematics》. ISBN 9781340167110
- 《과정과 실재》 ISBN-13: 978-0029345702

## 서훈
- 1945년 메리트 훈장(OM)

## 관련 인물
- 버트런드 러셀은 화이트헤드의 제자로 많은 교류를 하였고, 철학 문제에 대해 그에게 도움을 주었다.
- 존 로크:  화이트헤드는 그의 저서 <과정과 실재>에서 유기체 철학의 원천을 존 로크의 <인간 오성에 관하여>로 삼았다고 저술하고 있다.
- 윌리엄 제임스 : 제임스의 경험이론은 화이트헤드 철학의 근간을 이룬다.

## 같이 보기
- 찰스 하츠혼
- 윌러드 밴 오먼 콰인